# Кухня Кантабрии

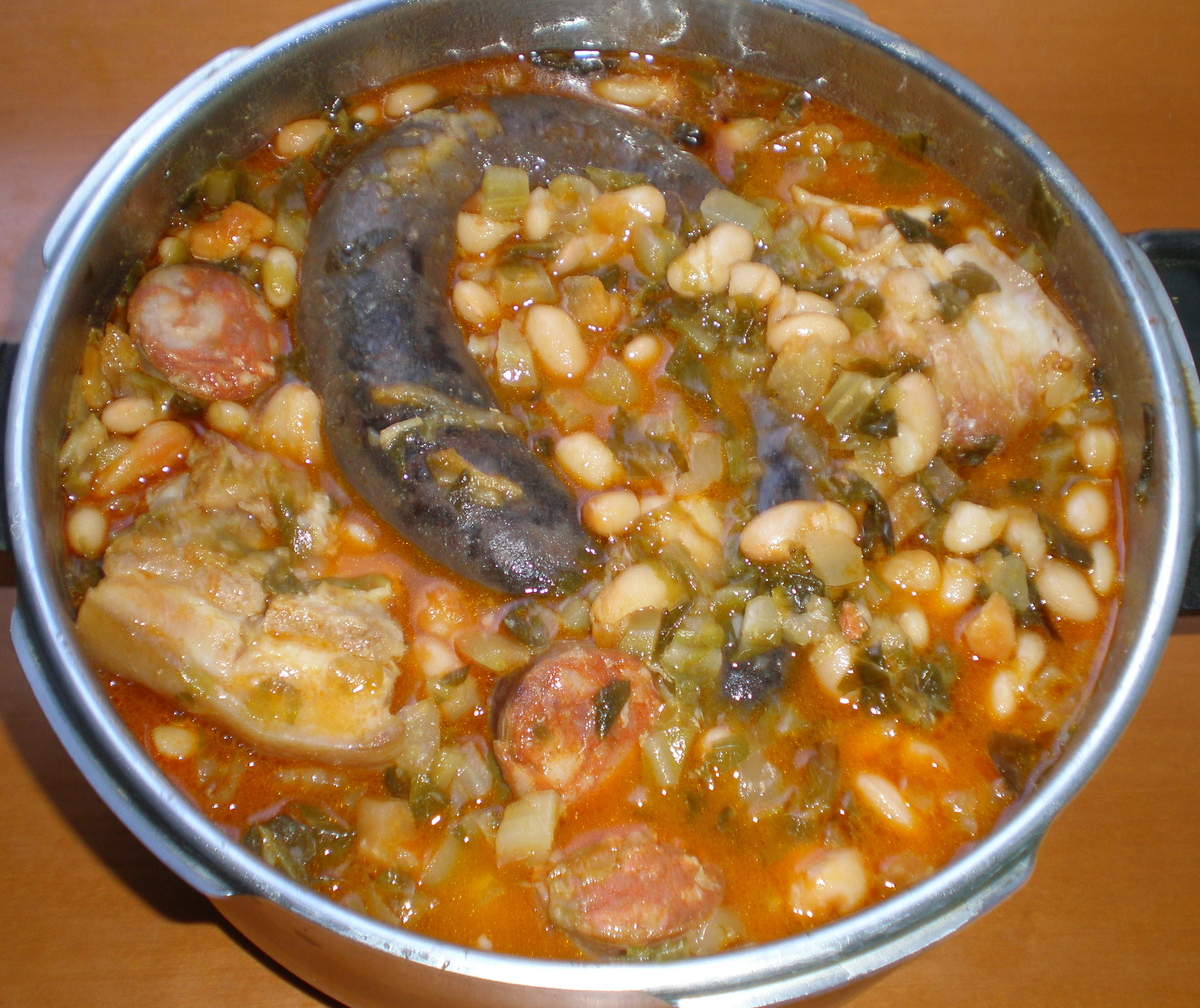
Cocido montañés — известное блюдо кантабрийской кухни.

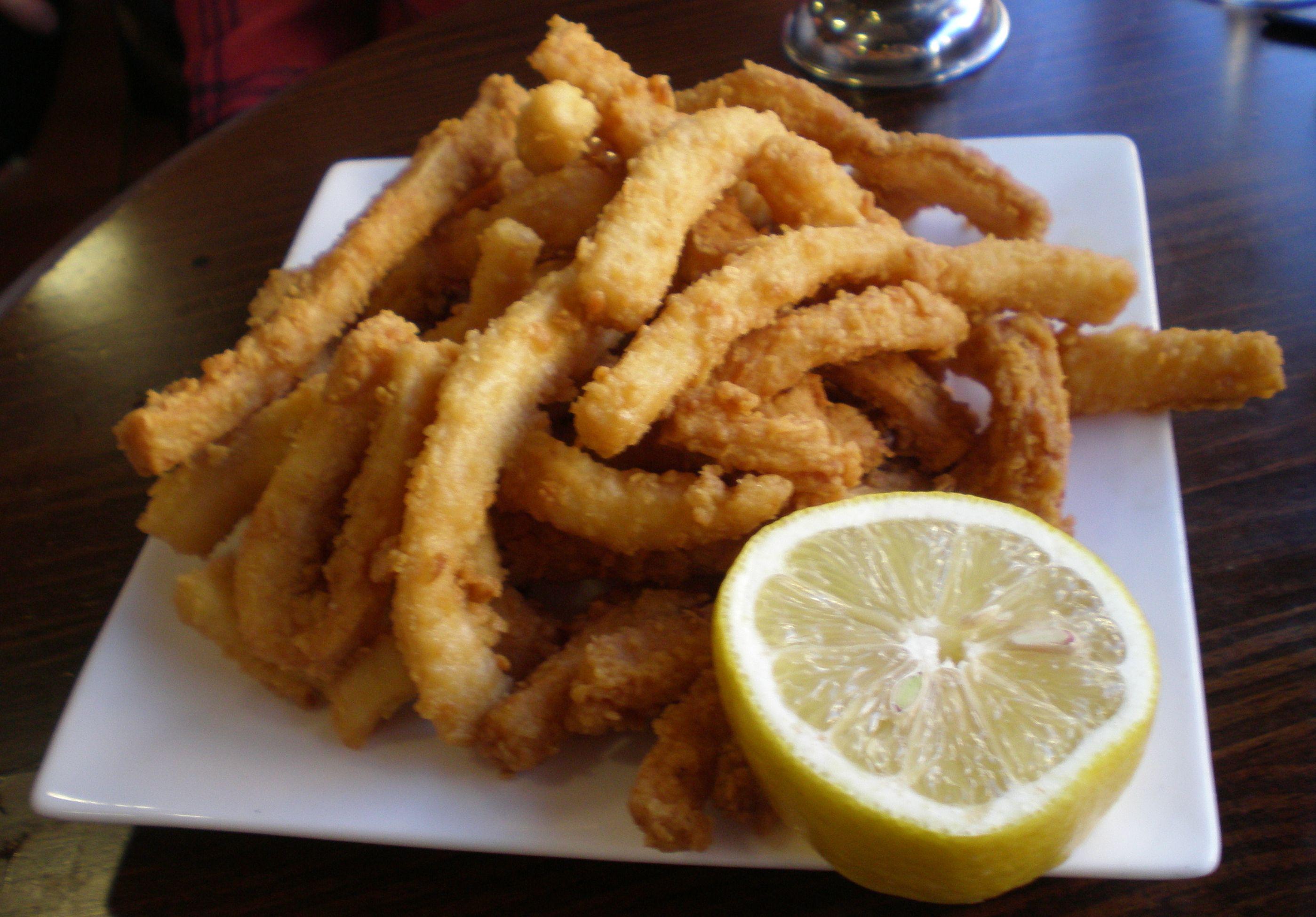
Рабас – кантабрийская закуска из жареного кальмара

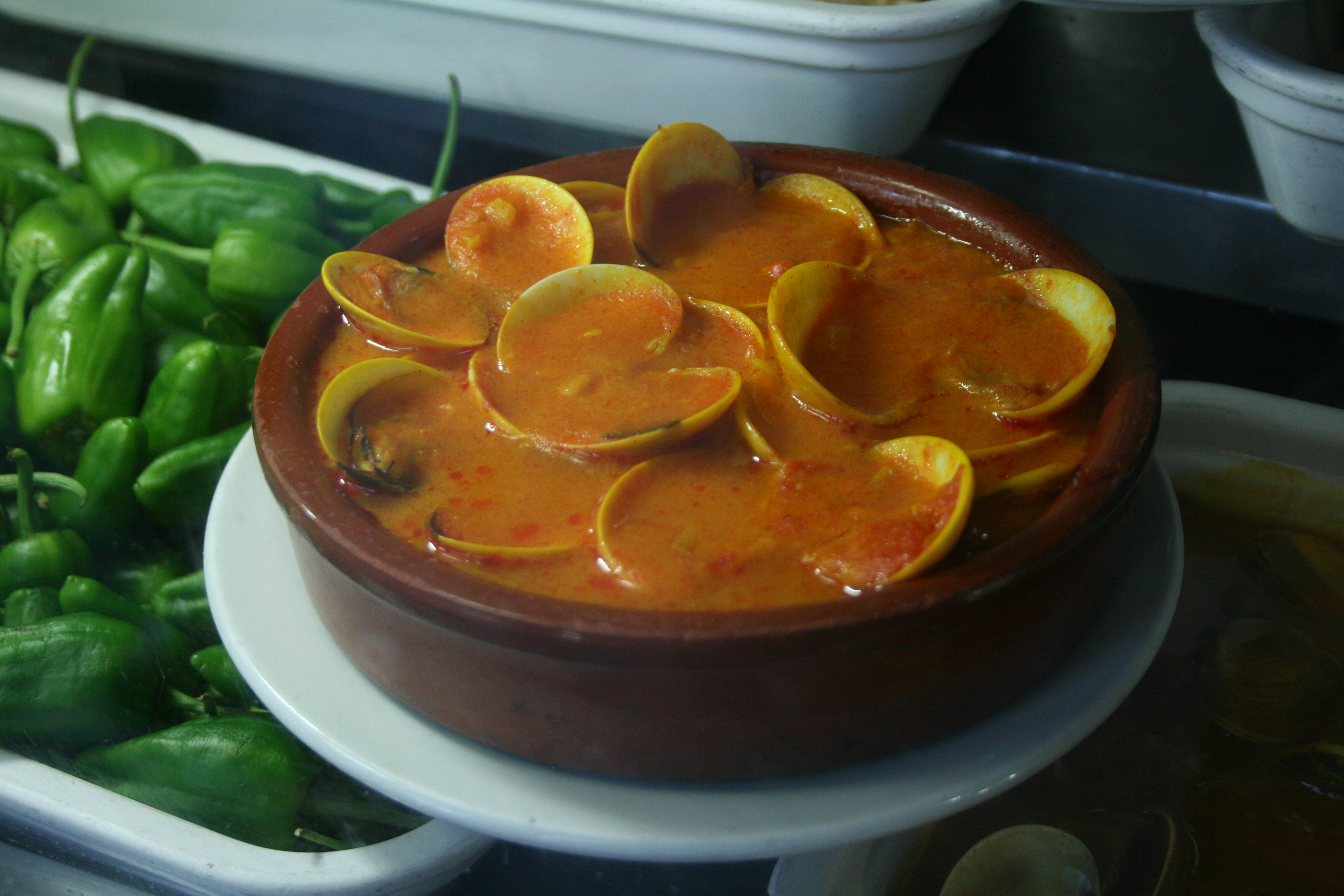
Тушёные моллюски

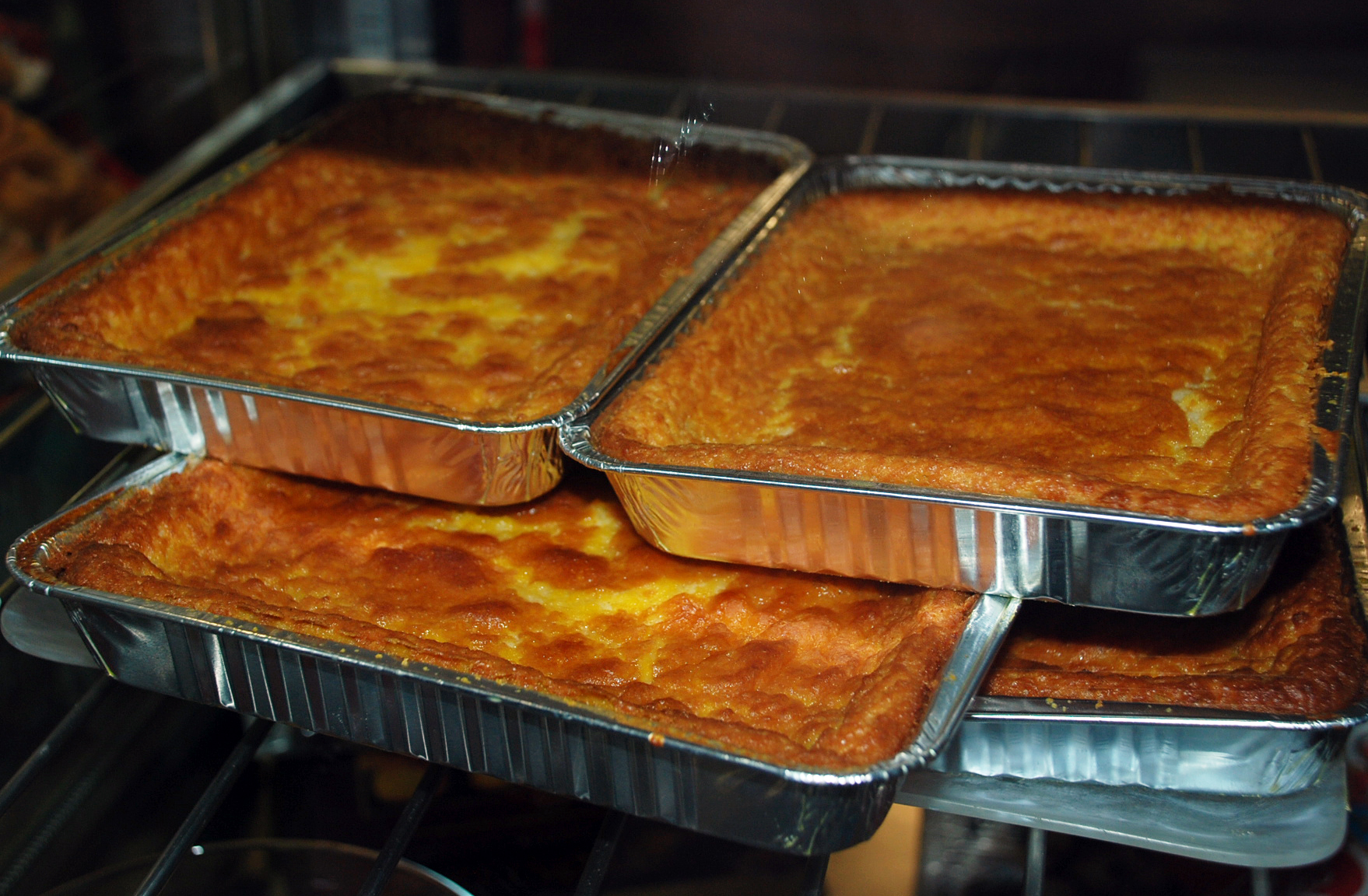
Кесадас — типичный десерт Кантабрии

Кухня Кантабрии — кухня автономного сообщества Кантабрия на севере Испании. Для неё характерны блюда из морепродуктов Кантабрийского моря, лосося и форели из верхних бассейнов рек, овощей и молочных продукты из долин, а также местные способы приготовления телятины и дичи из Кантабрийских гор.

## Рыба и морепродукты
Широко используются морепродукты побережья и залива Сантандер, включая двустворчатых моллюсков, мидий, морских черенков, сердцевидок, крабов, морских желудей, раков, улиток, омаров, кальмаров и каракатиц. Рыбные блюда готовят из морского окуня, хека, скорпены, анчоусов, сардин и альбакора.
Альбакор или бонито дель норте используется в одном из самых типичных блюд региона: мармитако или сорропотун. Некоторые из самых известных кантабрийских блюд — хек в зеленом соусе (merluza en salsa verde), кальмары с луком (maganos encebollados) и каракатицы в соусе из чернил (cachon en su tinta), а также запеканка из моллюсков. «Rabas» (палочки кальмара, жареные во фритюре) — самая популярная закуска на побережье, обычно подаваемая с белым вином или вермутом.
Консервированные анчоусы из города Сантонья высоко ценятся и имеют первоклассную репутацию во всем мире.

## Мясо
В регионе широко употребляется телятина, часто из крупного рогатого скота породы Туданка. Крупнейшая национальная ярмарка крупного рогатого скота в Испании, Торрелавега, проводится в Кантабрии. Дичь в регионе также высокого качества, это олени, косули и дикие кабаны. Свинина является ключевым элементом для cocido montaññès («горное рагу»), с фасолью, капустой и другими ингредиентами.

## Выпечка
Кантабрийская выпечка включает традиционные собао/собаос (исп. sobaos) и кесада пасьега (исп. quesada pasiega). Широко используется слоеное тесто, имеющее разные названия в разных регионах: corbatas в Ункере и Сан-Висенте-де-ла-Баркера, polkas в Торрелавеге и sacristanes в Льерганесе. Другими известными сладостями являются frisuelo и canónigos, оба из Льебаны. Сorazones Льерганеса, palucos из Кабесон-де-ла-Саль, а также tortos и pantortillas из Рейносы.
Другими популярными десертами некантабрийского происхождения являются рисовый пудинг, натильяс, лече фрита и фруктовые джемы.
Молочные продукты включают кантабрийский сливочный сыр; Picón Bejes-Tresviso - голубой сыр с плесенью из Тресвисо; копченые сыры (названные в честь определенных мест), такие как Áliva или Pido; и Quesucos de Liébana, приготовленный из смеси коровьего и овечьего молока.

## Напитки
Орухо — кантабрийский бренди из виноградных выжимок (жмыха). Также, издавна сидр и чаколи (chacolí или txakoli, слегка игристое, сухое белое вино с высокой кислотностью и низким содержанием алкоголя) являются местными специалитетами.
Два испанских вина (vinos de la tierra) с denominación de origen Calificada (защищенный географический статус) из Кантабрии — это Costa de Cantabria и Liébana, названные в честь мест их производства.
Регион Льебана славится своим мёдом. С 2016 года Miel de Liébana — это защищенное законодательством ЕС географическое наименование (DOP) мёда из региона Льебана.

## Галерея

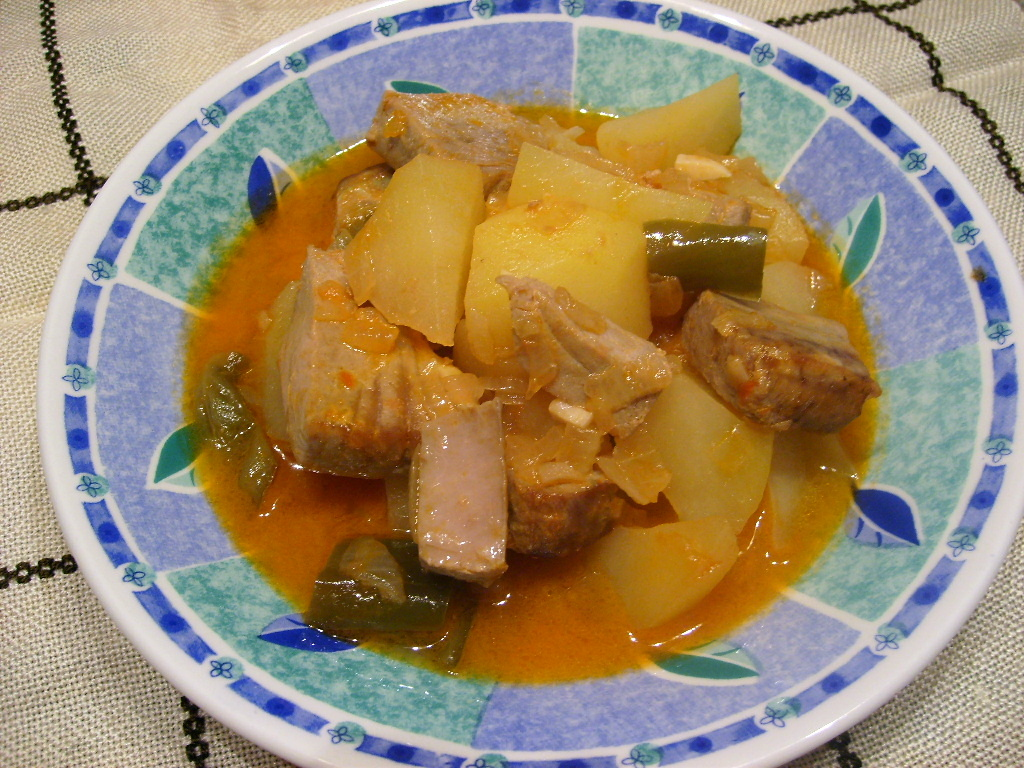
Мармитако
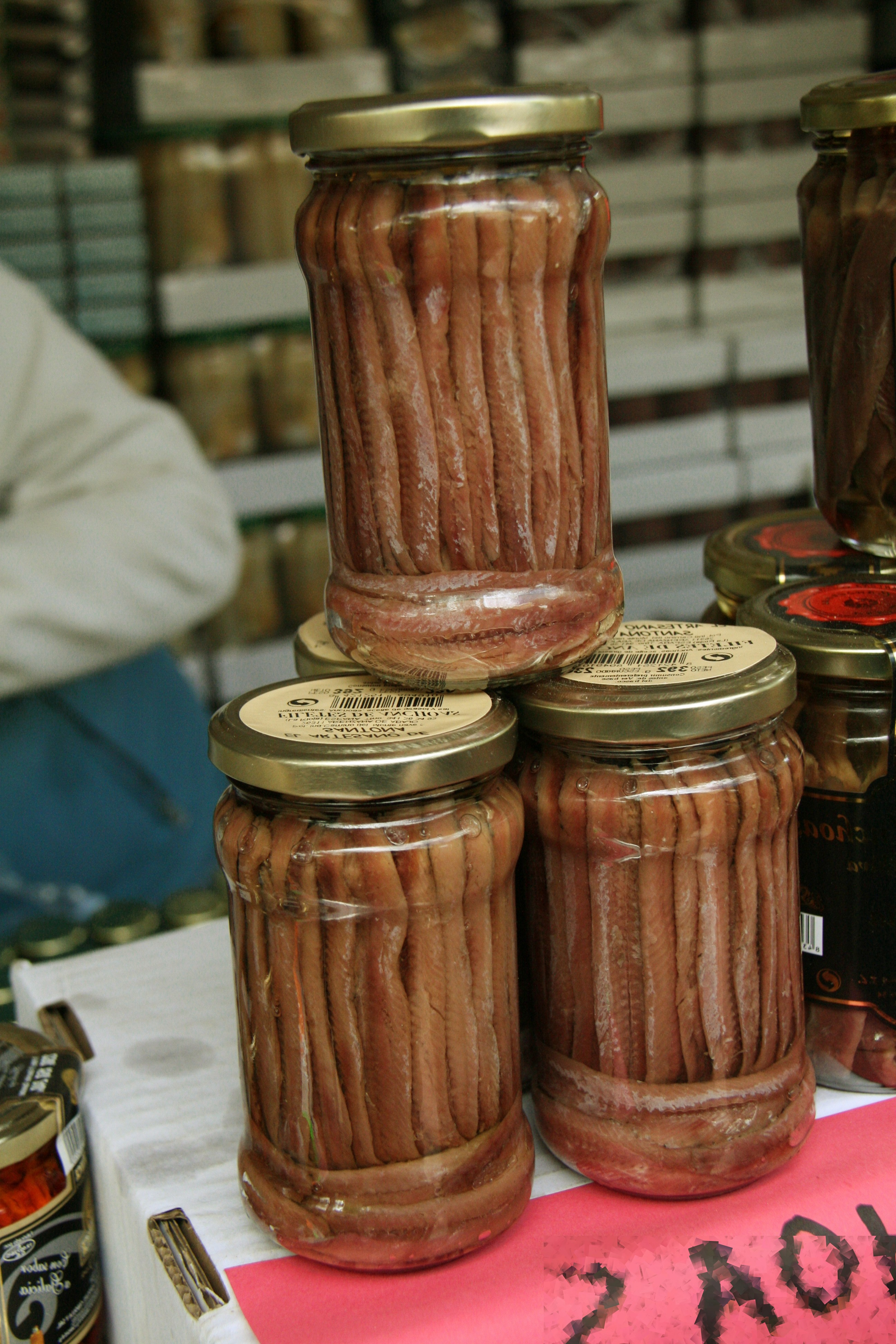
Кантабрийские маринованные анчоусы
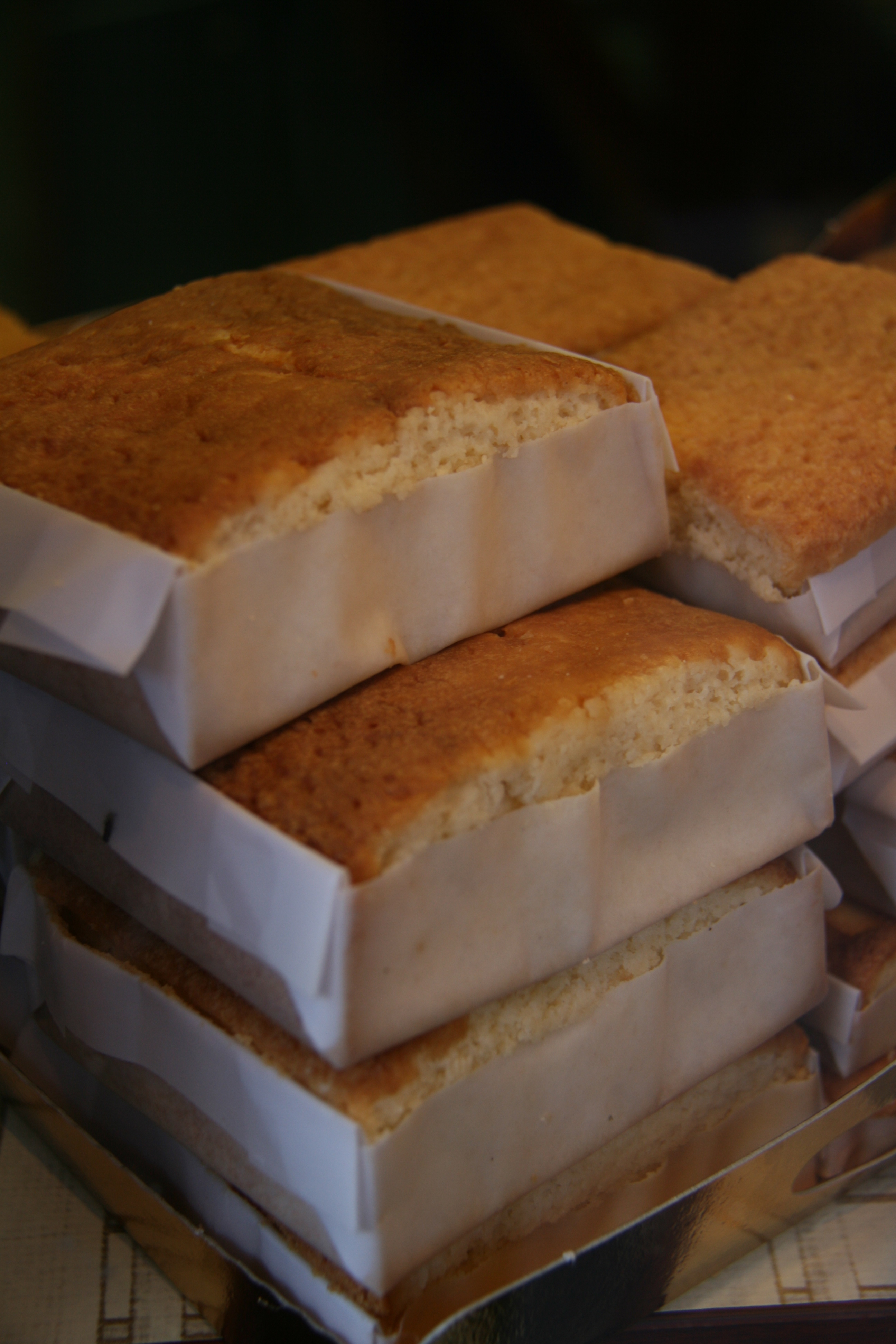
Собао – популярный десерт
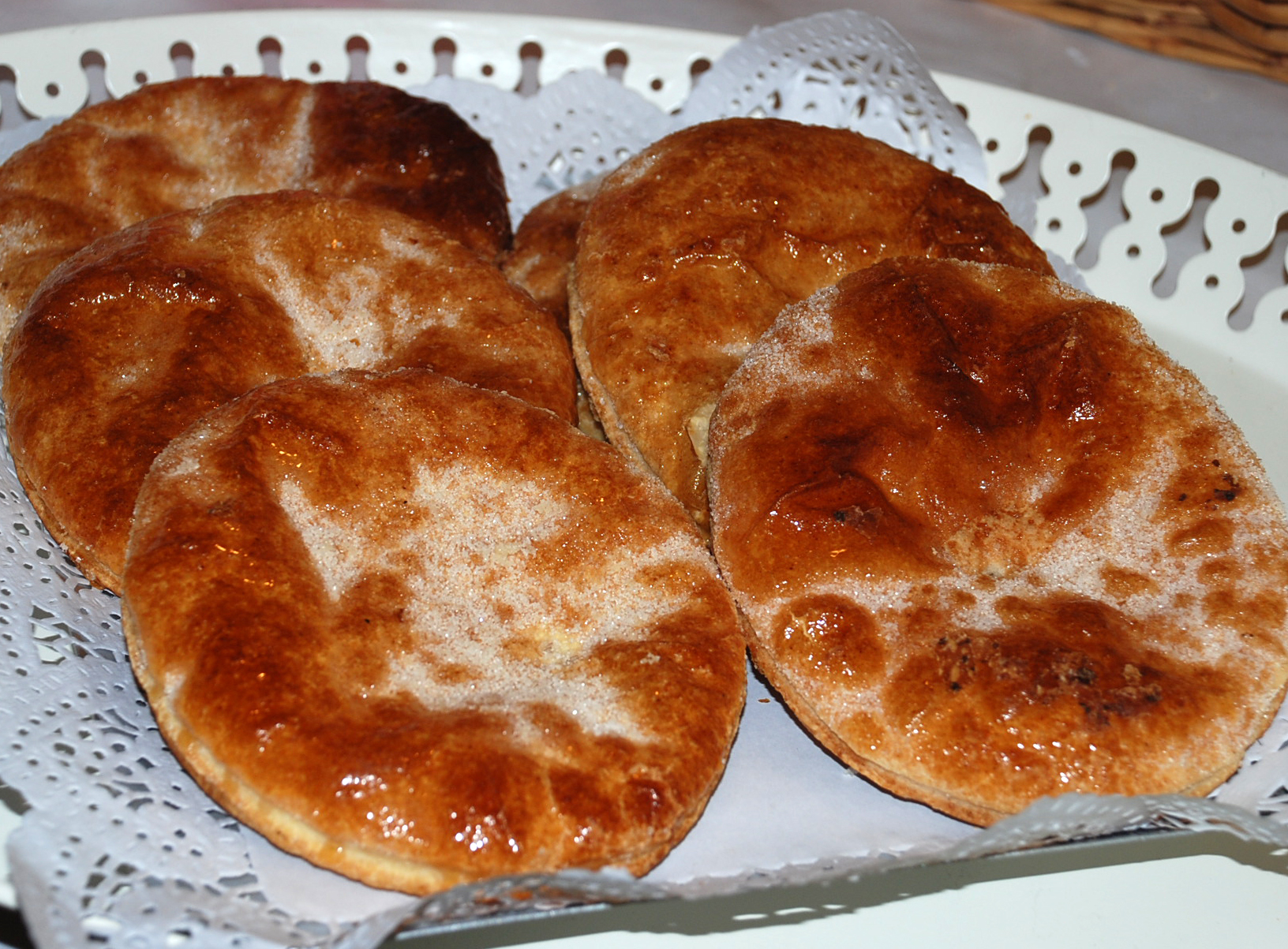
Панторильи из Рейносы
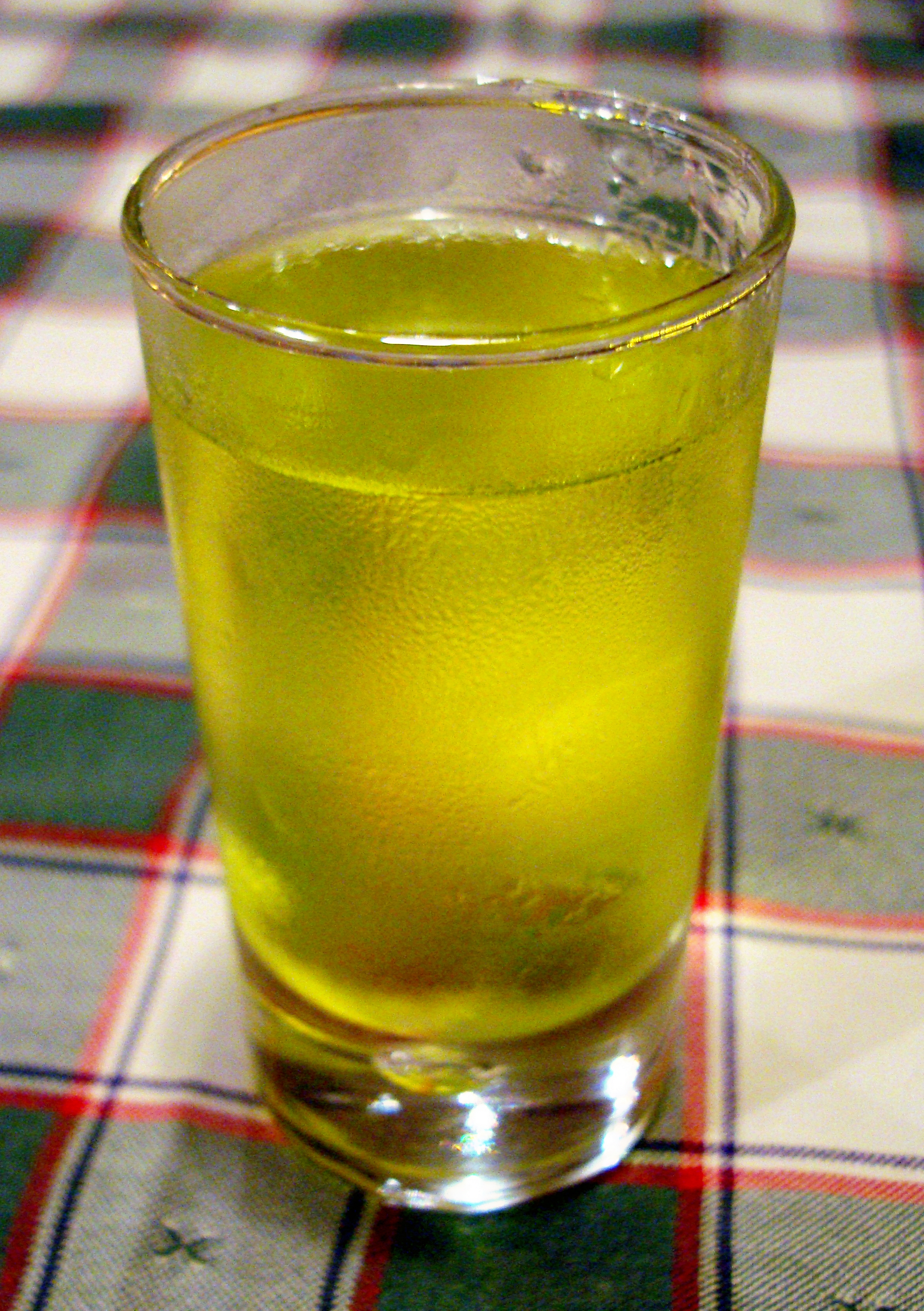
Орухо на травах